# Donington Live 1992
Donington Live 1992 е видео към едноименния албум на легендарната метъл група Айрън Мейдън. Видеото включва цялото им изпълнение от фестивала Monsters of Rock от Донингтън, част от турнето за албума „Fear of the Dark“. Групата изненадва феновете си като поканва на сцената бившия китарист Ейдриън Смит за баса на „Running Free“.

## Състав
- Брус Дикинсън – вокал
- Дейв Мъри – китара
- Яник Герс – китара
- Стив Харис – бас
- Нико Манбрейн – барабани

и
- Майкъл Кени – кийборд
- Ейдриън Смит – китара на „Running Free“